# Фонтана Капела (Кампобасо)
Фонтана Капела је насеље у Италији у округу Кампобасо, региону Молизе.
Према процени из 2011. у насељу је живело 26 становника. Насеље се налази на надморској висини од 656 м.